# Yoigo
Yoigo, cuya razón social es Xfera Móviles, S.A.U., es una empresa de servicios de telecomunicaciones, propiedad del Grupo MásMóvil. Ofrece servicios de telefonía fija, telefonía móvil, internet (fibra y 5G) y televisión (Agile TV) en España.
La operadora Yoigo salió al mercado el 1 de diciembre de 2006, como el cuarto operador móvil en España. En 2016 fue vendido por la sueca TeliaSonera al Grupo MásMóvil, convirtiendo a Yoigo, en el cuarto operador convergente a nivel nacional tras Movistar, Orange y Vodafone.
La empresa Xfera Móviles, S.A.U., además de la marca Yoigo, también emplea otras como MásMóvil, Llamaya, Lebara España, Lycamobile España, Hits Mobile, Oceans, Netllar y Cable Móvil.

## Historia

### Antes de Yoigo: Xfera
En un principio este operador iba a llamarse Xfera, un nombre que se conserva hoy en su denominación jurídica. Se creó en 2000 para competir en concurso por una nueva licencia UMTS en España, que acabó por ganar. Por entonces, sus principales accionistas eran la compañía francesa Vivendi, la constructora española ACS y el operador de telefonía móvil finlandés Sonera, posteriormente conocido como TeliaSonera. Yoigo quería apostar así por la tecnología 3G mediante tarifas más accesibles para los usuarios, ya que la escasa competencia del momento incidía en el alto coste de las tarifas existentes por parte de las compañías telefónicas. Sin embargo, debido a múltiples problemas tecnológicos y de mercado, y en sintonía con el retraso general sufrido en el lanzamiento de la tecnología UMTS en toda Europa, la compañía permaneció sin actividad comercial durante varios años.
Tras cambios en el accionariado, una ampliación de capital, la amenaza de retirada de licencia por parte del Gobierno español si no se iniciaba la actividad pública, y para evitar la ejecución de los 467 millones de euros depositados en concepto de aval, en junio de 2006 comenzó la revitalización de Xfera, cuando TeliaSonera optó por hacerse con el 76,56% de la empresa comprando la participación de varios accionistas. En un primer preacuerdo se había acordado que TeliaSonera se quedara con el 80% del capital de la compañía y ACS con el 20% restante, y que los demás accionistas abandonaran la compañía, pero finalmente FCC y Abengoa se resistieron a salir del accionariado.
Cuando Xfera salió al mercado, la estructura accionarial de Yoigo era la siguiente:
- TeliaSonera: 76,56%
- ACS: 17%
- FCC: 3,44%
- Abengoa 3%.

### Yoigo

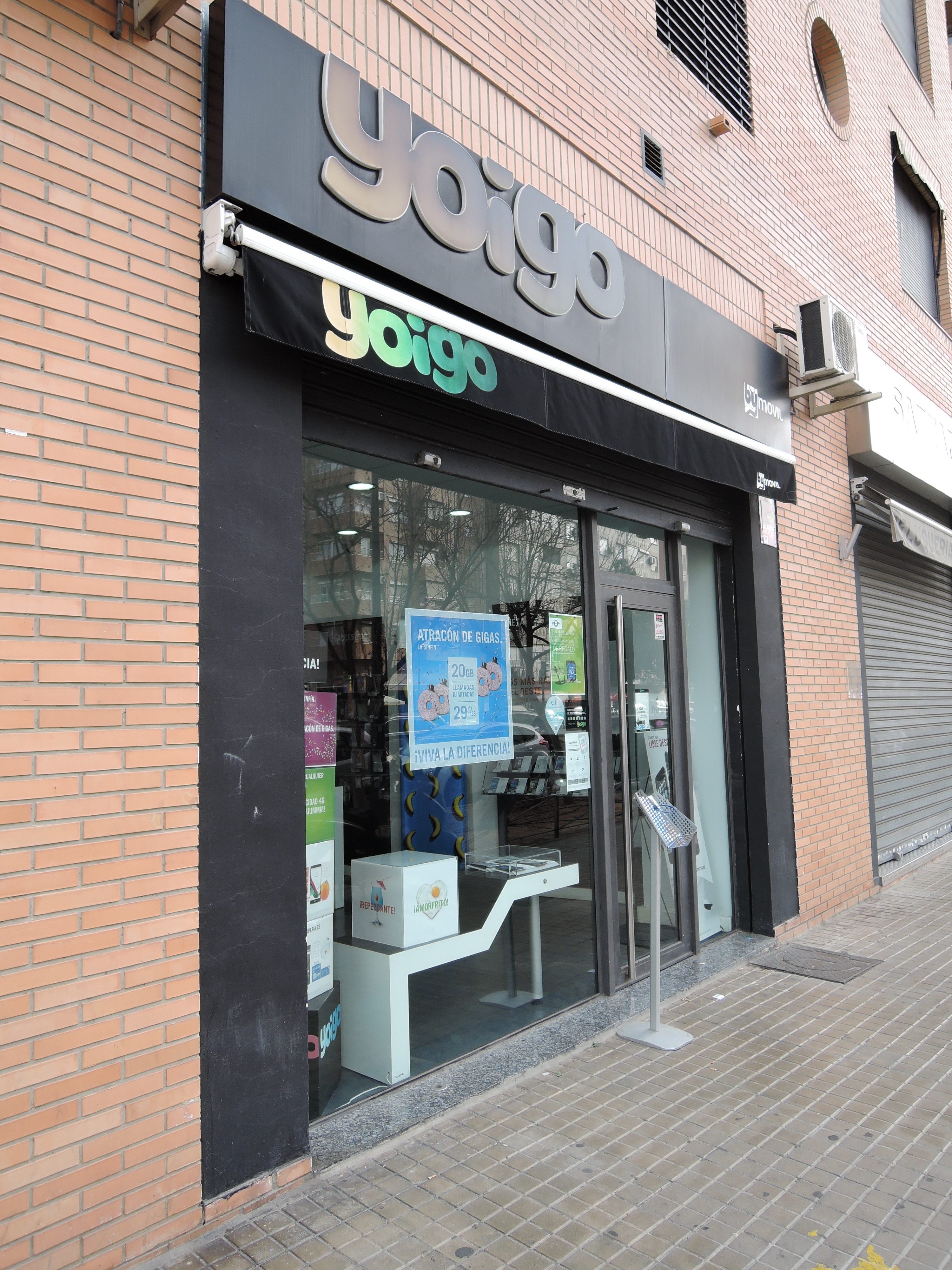
Tienda de Yoigo

Una vez tomado el control de la compañía, TeliaSonera anunció que Xfera saldría al mercado en el mismo año 2006. En octubre de ese año se anunció que el nuevo nombre de la compañía sería Yoigo y que las ventas comenzarían en diciembre. Se nombró Consejero Delegado de Yoigo al sueco Erik Johan Andsjö. En septiembre de 2012 Johan Andsjö abandona Yoigo, incorporándose Eduardo Taulet como nuevo CEO quien en ese momento contaba con tan solo 33 años de edad. Eduardo Taulet había sido hasta la fecha director de Marketing y Ventas de la marca. A partir de los finales de 2016, comenzó a ofrecer servicios de Fibra Óptica y ADSL en cinco ciudades: Madrid, Sevilla, Toledo, Huelva y Zaragoza. El 1 de julio de 2017, Yoigo comenzó a ampliar la cobertura de Fibra Óptica y ADSL en toda España.
El 3 de abril de 2018 Yoigo inauguró en España la tarifa con gigas móviles ilimitados, siendo la primera vez que un operador de telecomunicaciones en España ofrecía un servicio que incluía fibra óptica y llamadas y gigas infinitos desde móvil.

### La salida al mercado
El lanzamiento comercial tuvo lugar el 1 de diciembre de 2006 en las modalidades de contrato y prepago. La tarificación por bloques fue criticada por FACUA a la salida al mercado. Posteriormente, con la entrada en vigor de la nueva Ley de Mejora de la Protección al Consumidor en marzo de 2007, pasó a cobrar por segundos desde el primer segundo.
A partir de junio de 2008, Yoigo comenzó a abrir tiendas limitadas a su propia marca, pero no de su propiedad, sino bajo régimen de franquicia.
Entre enero y marzo de 2016, Yoigo, el cuarto operador español de telefonía móvil, elevó sus ingresos un 10,6%, llegando a los 221 millones de euros, según ha anunciado su matriz TeliaSonera.
Desde el 21 de junio de 2016 es propiedad en su totalidad de Grupo MÁSMÓVIL después de que la Comisión Nacional de los Mercados y la Competencia (CNMC) autorizase la compra del 100% de su capital social.

## Cobertura y acuerdos técnicos
En su salida, Yoigo sólo ofrecía cobertura con su propia red 3G en nueve ciudades (Madrid, Barcelona, Bilbao, Valencia, Cuenca, Sevilla, Málaga, Cádiz y Palma de Mallorca).
Desde el cuarto trimestre de 2011, Yoigo también dispone de red 2G propia. En 2G opera en la banda 1800MHz y ofrece tecnología EDGE. Su red 3G funciona en la banda de 2100 MHz y permite velocidades de HSPA+. Desde julio de 2013 Yoigo ofrece en determinadas zonas del territorio nacional su servicio LTE (4G) a través de la banda de 1800 MHz.
El acuerdo alcanzado por Yoigo y Pepephone para que los clientes de Pepephone hicieran uso de la red 4G de Yoigo se vio frustrado, debido a la negativa de Movistar de reutilizar su red de datos por otras OMV a través de Yoigo.
En 2022, la cobertura móvil total del Grupo MásMóvil, al que pertenece Yoigo, alcanzaba al 98,5% de la población española. y, en 2021, disponía de cobertura de fibra de 26 millones de hogares en España.

### Prestación de cobertura mediante otras redes

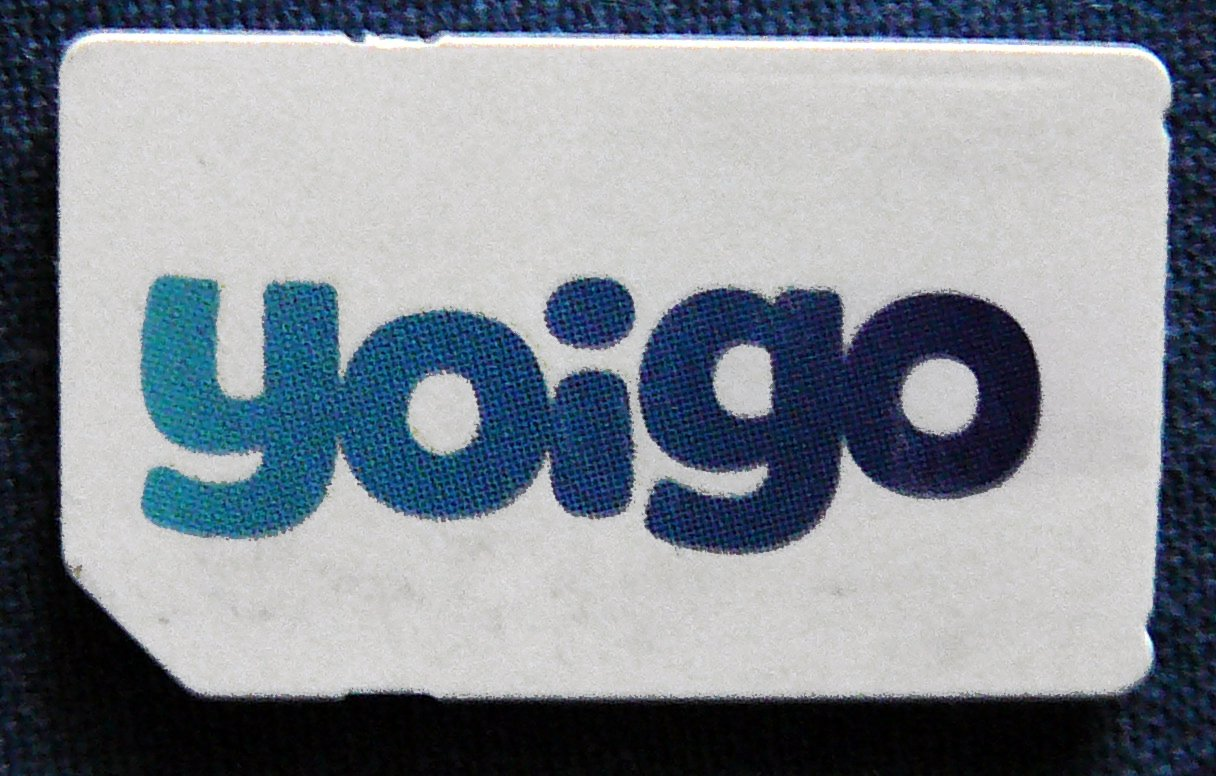
Tarjeta SIM de Yoigo

A su salida, Yoigo disponía de un acuerdo de itinerancia nacional con Vodafone que garantizaba el acceso a su red GSM hasta 2012, que ofrecía cobertura en el 99% del territorio nacional, lo que extendió notablemente el área y la calidad de cobertura, aunque el acceso a internet bajo cobertura Vodafone estaba limitado a velocidades de GPRS (máximo teórico de 64 Kbps).
Por tanto, algunos servicios que necesitan de la mayor capacidad y velocidad de la red 3G, como el acceso rápido a internet, se limitaron a los usuarios que disponían de cobertura 3G de Yoigo. Los clientes que desearan acceder a internet en cobertura de Vodafone podían hacerlo, pero empleando un acceso GPRS de menor ancho de banda. Actualmente Yoigo extiende su red en grandes núcleos de población, aunque la velocidad de expansión se ve limitada por los impedimentos que ponen las corporaciones locales a la hora de instalar nuevas antenas.[cita requerida] Aun así, Yoigo, a través de Ericsson, está extendiendo con gran rapidez su red.[cita requerida]
El 11 de marzo de 2008 se hizo público un nuevo acuerdo por cinco años de itinerancia nacional entre Yoigo y Movistar, similar al ya existente con Vodafone, pero que a partir de junio de 2008 permite a los clientes de Yoigo usar las redes GSM y UMTS del primer operador del país por número de clientes. El acuerdo permitía el uso de la red Movistar en todo el territorio nacional, incluyendo el protocolo HSDPA, pero no se garantizaba que la velocidad máxima de transferencia de datos fuese la admitida por este estándar. Según reporta Xataka Móvil, el acuerdo con Vodafone seguirá vigente, aunque se prioriza la conexión a través de Movistar.
El 21 de febrero de 2011, Yoigo hizo público que seguirá utilizando hasta 2014 la red móvil de Movistar para dar servicio a los clientes que no se encontraban bajo cobertura de su red propia.
El 1 de agosto de 2013 el acuerdo de roaming nacional mediante el cual Yoigo disponía de las redes 2G y 3G de Movistar amplió su plazo de vigencia, hasta 2016.
Desde finales de 2016 y tras la adquisición de Yoigo por parte del Grupo MásMóvil, se inicia la migración de roaming nacional hacia la red de Orange.

### Acuerdos para compartir infraestructuras o emplazamientos
En julio de 2007 Yoigo suscribió un acuerdo para compartir el emplazamiento de sus antenas con su rival Movistar. El acuerdo de emplazamientos compartidos incluye permiso para que cada operador puedan instalar sus antenas UMTS en los emplazamientos alquilados por el otro, y permitirá a ambos reducir sus gastos de alquiler; pero este acuerdo no implicaba que los abonados de Yoigo fueran a emplear cobertura ni servicios de red de Movistar. En enero de 2008 se hizo pública la firma de un acuerdo similar de uso compartido de emplazamientos con la operadora Orange.
En 2013 Yoigo llegó un acuerdo con Movistar para que Yoigo utilizase la red ADSL y la Fibra Óptica de Movistar. Este acuerdo supuso una sanción de la Comisión Nacional de los Mercados y la Competencia (CNMC) por entender que se trataban de prácticas contrarias a la Ley de Defensa de la Competencia (LDC).

### Proyecto de ampliación de la red 4G
En 2015 Yoigo comenzó los trabajos de ampliación de su red de cobertura 4G con el fin de poder ofrecer sus servicios a alrededor del 80% de la población española para mayo de 2016, con una inversión de 25 millones de euros. Con ello, Yoigo preveía llegar a 1.163 municipios españoles con su tecnología 4G, alcanzando a 7,5 millones de habitantes más.

### Proyecto de implantación de fibra óptica
En febrero de 2017 Yoigo realiza el despliegue de fibra óptica con las ofertas de tarifas convergentes para ofrecer a sus clientes la posibilidad de contratar Internet en casa. Actualmente, la cifra asciende a 13,6 millones de despliegue propio y 24,4 millones de hogares comercializables en total, incluyendo el acuerdo con Orange y las 39 provincias disponibles con la oferta NEBA. Considerando el acuerdo con Vodafone que añadirá cerca de 1 millón de hogares antes de final de año, la red propia de FTTH del Grupo MASMOVIL alcanza los 13,6 millones de hogares (el 56% de su huella total actual). y su red 4G móvil cubre el 98,5% de la población española.

## Posicionamiento de marca
En Yoigo afirma basar su estrategia comercial en "sencillez, eficacia y bajo coste" y en la ausencia de letra pequeña para intentar diferenciarse de sus competidores. Busca definirse como "sencilla, justa, ingeniosa, honesta y eficaz". Su publicidad es simple, y utiliza voces infantiles y frases como "verdad verdadera" o "verdad de la buena" para ganarse la confianza del consumidor. En diciembre de 2014, Yoigo llevó a cabo un cambio en su posicionamiento de marca en el cual se destacan las diferencias frente al resto de operadores.

Actualmente, Yoigo ha presentado un nuevo posicionamiento de marca, más centrado en el cliente y en las razones en porqué eligen una operadora y no otra, llamado “Pienso, luego Yoigo”.
Igualmente, su logotipo se presenta en varias versiones de distintos colores para señalar su carácter distinto al resto de operadores, que —siempre según la publicidad de Yoigo— "sólo se diferencian por el color".
Logotipos de Yoigo
|  |  |  |  |

## Reconocimientos
Según el último informe de P3 Connect (2017) la red de Yoigo obtiene un 29 sobre 30 en Excelencia y fiabilidad Operacional de su red. Según la consultora británica OpenSignal (noviembre de 2017), la red móvil de Yoigo es líder de mercado en latencias 3G y 4G.
Según la consultora británica OpenSignal (noviembre de 2017), la red móvil de Yoigo es líder de mercado en latencias 3G y 4G. Por otro lado, según el último informe de Tutela (diciembre de 2017), compañía canadiense experta en medir la calidad de la red con experiencia de clientes, Yoigo es el líder nacional en velocidad de datos móviles (agregado 3G y 4G).
Según el último estudio de nPerf de 2019, consultora francesa independiente, la red de fibra del Grupo MASMOVIL es la más rápida y eficiente.

## Críticas

### De antes de 2014
A la salida al mercado de Yoigo, a finales de 2006, la CMT obligó al operador a disponer de más de una tarifa y a no imponer consumo mínimo de forma obligatoria, con lo que existen tarifas secundarias sin consumo mínimo que no reciben publicidad. Las dificultades en la contratación de las nuevas tarifas, ocasionó que Yoigo recibiese de reclamaciones por parte de FACUA (estas tarifas ya no se encuentran disponibles).
Hasta diciembre de 2007, el cambio de la modalidad de prepago hacia la de contrato o viceversa presentaba dificultades técnicas, motivando que la asociación de consumidores FACUA presentara ante Yoigo una reclamación por ese motivo. Solucionados los problemas técnicos, este trámite se puede llevar a cabo en cualquier tienda Yoigo o llamando al servicio de atención al cliente Yoigo.
En octubre de 2008, entre otras novedades, se añadió la posibilidad de acceder a Internet mediante HSDPA (anteriormente solo se disponía de UMTS y GPRS).[cita requerida]
Por otro lado, se anunció en enero de 2008 la limitación de llamadas gratuitas, lo provocó una gran sorpresa y descontento entre los clientes, con una notable repercusión en los medios digitales.
Varias asociaciones de consumidores, como FACUA o la Unión de Consumidores de España en Asturias presentaron reclamaciones contra Yoigo en 2008 por diversos motivos.
La Compañía tutea a los clientes por política de empresa. Si quiere que no le tuteen, tiene que ser solicitado expresamente.[cita requerida]
En 2013, Movistar se quejaba que con las nuevas tarifas "Infinitas" de Yoigo, estaban sobrecargando la línea de Movistar Móvil.[cita requerida]
Con la implantación de su nueva red 4G hubo terminales de Yoigo que sufrieron algunos errores en las notificaciones de diversas aplicaciones como Twitter, Facebook y WhatsApp. El problema radicaba en una demora en la recepción de las notificaciones instantáneas, siendo necesario realizar ajustes en la configuración de red. Esta circunstancia informada a Yoigo motivó la realización de los ajustes necesarios y esos errores técnicos se solventaron.[cita requerida]
Por otro lado, según FACUA, durante 2007 Yoigo recibió un total del 9,3% de las reclamaciones relativas a telefonía móvil con menos del 1% de cuota de mercado. Desde 2012 es la cuarta empresa por detrás de Vodafone, Movistar y Orange en recibir quejas según FACUA, con tan solo un 2,9% de las reclamaciones. Dicho esto, cabe reseñar que se trata de la compañía telefónica española con red propia que recibe menos reclamaciones. Desde julio de 2008 comenzó a ofrecerse el servicio de llamadas perdidas mediante SMS. En cuanto al acceso a Internet, se comercializa el módem Huawei E220 no libre, asociado a un contrato con una tarifa de datos distinta a la habitual.
Yoigo era el único operador de telefonía móvil del territorio español que limitaba el uso de aplicaciones voIP; como Viber o Skype, aunque a partir del mes de abril de 2012 se permitía con una tarifa adicional que incluye hasta 100MB para este tipo de aplicaciones, permitiendo realizar así este tipo de llamadas. A fecha de mayo de 2015, todas las tarifas de contrato excepto la Tarifa Del Cero 1,2 GB permiten las llamadas VoIP.[cita requerida]
Desde agosto de 2014, todos los móviles Yoigo se pueden liberar y, además los dispositivos están liberados en el momento de la venta libres. Sin embargo, para liberar los terminales móviles de Yoigo en el pasado, había que cumplir las condiciones mínimas establecidas para la obtención de código de desbloqueo: haber comprado el móvil con una línea de contrato, haber cumplido el compromiso de permanencia y seguir perteneciendo a la compañía en el momento de su petición. El incumplimiento de las anteriores condiciones imposibilita su obtención.